# Haplopoma impressum
Haplopoma impressum is een mosdiertjessoort uit de familie van de Haplopomidae. De wetenschappelijke naam van de soort is, als Flustra impressa, voor het eerst geldig gepubliceerd in 1826 door Jean Victor Audouin.